# Henri Giraud (secrétaire d'État)
Pour les articles homonymes, voir Henri Giraud et Giraud.
Henri Giraud, né à Paris 11e le 31 janvier 1880 et mort à Paris 6e le 11 novembre 1942, est un ingénieur français du génie civil. Après avoir procédé à de nombreuses réalisations alors qu'il était à la direction générale des Travaux de Paris, il est nommé secrétaire général à l’Équipement national dans le gouvernement Darlan, en 1941.

## Origines
Henri Giraud est issu d'une famille originaire des Alpes-Maritimes, avec un père ouvrier typographe et une mère faisant de la couture pour augmenter les ressources du ménage. Ses parents sont tous deux sourds-muets.

## Formation
En 1890, Henri Giraud entre à la pension Saint-Nicolas d'Issy-les-Moulineaux qu'il quitte en 1893 avec pour tout bagage son certificat d’études.
À sa sortie, il est d'abord employé comme coursier chez un agent de change, puis entre en 1896 dans une compagnie d'assurances contre les pertes commerciales. Un emploi y étant vacant, Giraud en avise Saint-Nicolas, qui envoya en 1897 celui qui devait par la suite devenir son beau-frère.
Ce dernier trouvant les appointements de la Compagnie sans doute trop modestes, il lui suggère l'idée de préparer le concours d'admission à l'emploi de piqueur (aujourd'hui adjoint technique du géomètre) de la Préfecture de la Seine.
Entrés tous les deux comme agents temporaires dans les bureaux de l'ingénieur en chef de la 7e section des Travaux de Paris, ils subissent avec succès en mai 1898 les épreuves du dit concours.
Encouragé, Giraud  prépare le concours de conducteur (ingénieur divisionnaire) où il est déclaré admissible avec le numéro 1 l'année suivante.
En mars 1904, il épouse Eugénie Douay, qui l'encourage sa vie durant à persévérer, malgré les obstacles dressés alors par les anti-cléricaux.
Passant brillamment ensuite le concours d'ingénieur en chef des Travaux de Paris, son premier poste fut celui de la 2e section dont les bureaux étaient situés 
dans la mairie du VIIe.

## Parcours dans la fonction publique
En 1913, Marcel Delanney, préfet de la Seine, désirant avoir un technicien à son cabinet porta son choix sur Giraud, dont le dossier était vierge de toute recommandation.
Mobilisé en août 1914, il passe capitaine du Génie, chargé de l'organisation locale du service routier de l'armée.
À son retour de la guerre, Giraud se vit confier la réorganisation de la Direction des Travaux de Paris ; son projet fut accepté par le préfet et un arrêté du 30/12/1919 en ordonna l'exécution. Celle-ci, en réduisant sensiblement les effectifs, donnait plus de souplesse aux rouages administratifs et techniques.
En 1924, il est nommé Directeur des Travaux de Paris, puis Directeur Général en 1928, ayant sous son autorité les Directions de l'Architecture et du Plan de Paris.
En 1939, tout en conservant ses fonctions à la Préfecture, il est appelé au Ministère de l'Armement par Raoul Dautry et chargé de la coordination entre les Ministères des Travaux Publics, de l'Armement et de la Défense Nationale ; puis, le 6 juin 1940, le généralissime Weygand le fait appeler à son cabinet pour lui confier la direction des travaux de défense de la région parisienne 11 jours avant la demande d'armistice.
Appelé en février 1941 par le gouvernement au poste de Secrétaire Général des Services de l'Équipement National, il quittera la Préfecture de la Seine en juin, et c'est en plein travail, au cours d'une conférence qu'il présidait que la mort le frappe le 11 novembre 1942, le jour même où les troupes allemandes envahissaient la zone libre.

## Principales réalisations
À la tête de la Direction Générale des Travaux de Paris, Henri Giraud disposait en 1937 d'un budget d'un milliard et demi de francs (780 millions d'euros de 2009) ; 1 500 ingénieurs et 25 000 ouvriers travaillaient sur ses chantiers et dans les usines de la ville.
Creusant le métro sous la banlieue, réalisant - après l'avoir conçu - le plan d'assainissement de la Seine, il anima la planification de l'aménagement de la région parisienne pour lui donner un cadre ordonné et salubre.
Pour ce faire, il poussa loin hors de la ville ses préoccupations : les ingénieurs construisirent en Haute-Marne, dans l'Orne et dans la Nièvre des barrages protégeant la ville contre l'inondation. D'autres à Dreux, Meaux, Sens, Fontainebleau et Provins réglèrent les dérivations fournissant l'eau potable à Paris.
Des bureaux d'études, pour l'adduction des eaux du val de Loire furent établis à Roanne, Cosne et Gien.
À Paris, il étendit sur les chaussées usées des tapis anti-dérapants, essaya les lampes nouvelles à tubes luminescents, noua et dénoua les 3 200 km de conduites d'eau, les 2 600 km de tuyaux de gaz et les circuits de distribution électrique et d'air comprimé.
Il installa le chauffage urbain, modernisa les services de nettoiement de la voirie, fit creuser les passages souterrains aux carrefours des boulevards extérieurs et commença la couverture du Chemin de fer de Ceinture.
Il fit aménager des jardins longeant les deux berges de la Seine que malheureusement Georges Pompidou détruira en partie pour construire la voie routière qui porte son nom.
Henri Giraud fut l'un des organisateurs de l'Exposition de Arts Décoratifs de 1925, de l'Exposition Coloniale de 1931, de l'Exposition des Arts et Techniques de 1937 et collabora à la revue Science et Industrie.
C'est dans l'exercice de ces diverses activités qu'il devint le collaborateur, puis l'ami, de Fulgence Bienvenüe, du maréchal Lyautey et du cardinal Suhard.
En avril 1938, désigné par le gouvernement, comme surarbitre dans le conflit de la métallurgie qui paralysait les usines de la région parisienne, la sentence qu'il rend et les recommandations qu'il préconise le 20 avril font la « une » de la presse.
Rejetant les demandes d'une nouvelle révision générale des salaires il propose :
- aux usines travaillant pour la défense nationale d'adopter les 45 heures, les salaires horaires étant majorés de 0,75 % ;
- à la commission paritaire de profiter de la modification de la convention pour ajuster les salaires en fonction de l'indice du coût de la vie.

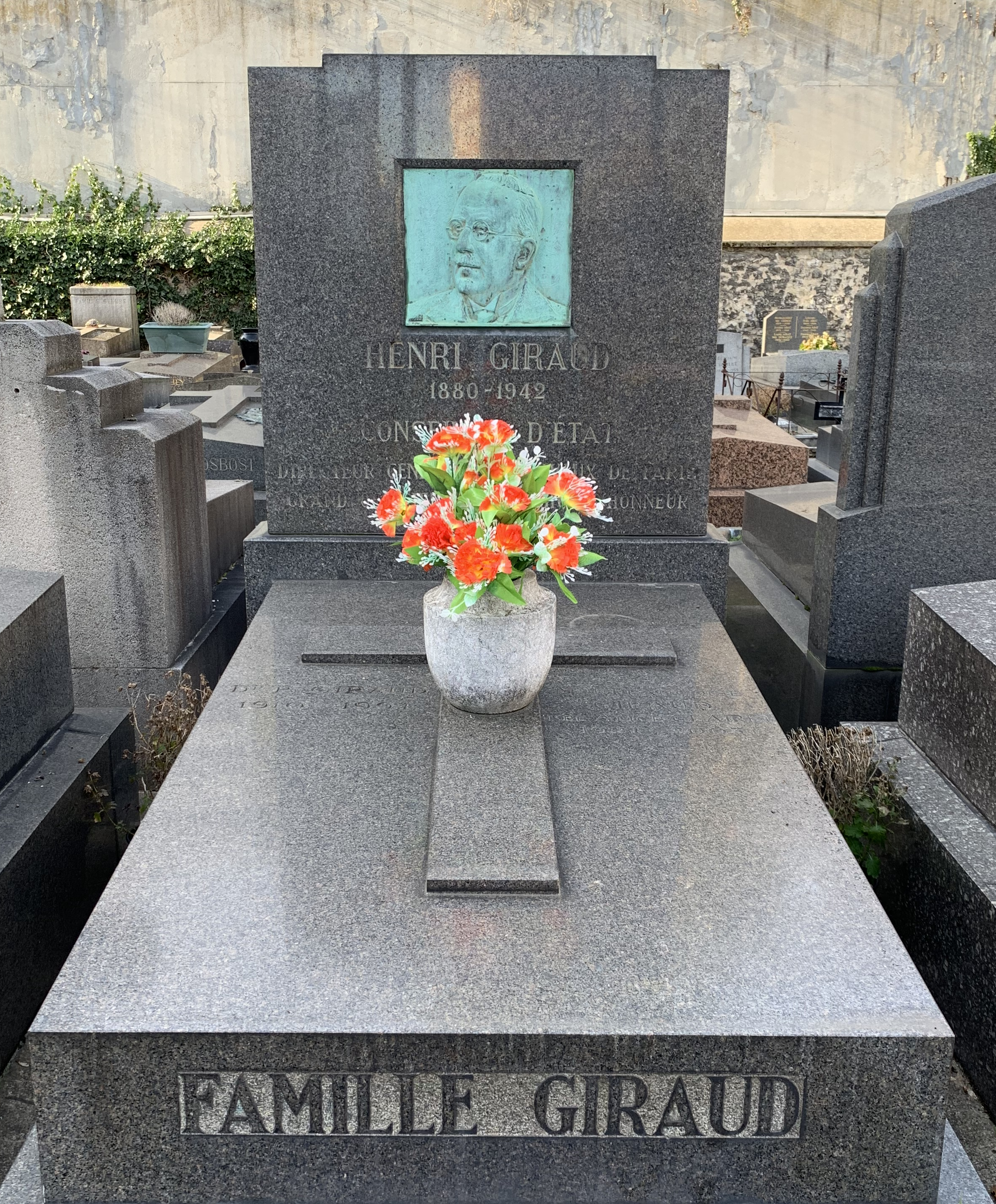
Tombe, au cimetière de Vaugirard.

## Honneurs et décorations
- Grand officier de la Légion d'honneur (31 octobre 1938)
- Commandeur du Nichan Iftikhar (1930)
- Commandeur de l'ordre du Ouissam alaouite (1927)
- Commandeur de l'ordre d'Orange-Nassau  (1933)
- Ordre de la Francisque (3 juin 1941)